# Ragazze da marito
Ragazze da marito es una película de comedia italiana de 1952 dirigida por Eduardo De Filippo.

## Argumento
Oreste Mazzillo, funcionario de un ministerio, hace una mala inversión y pierde el dinero que estaba destinado para las vacaciones familiares, y tendrá que aceptar un soborno para recuperar el dinero, ya que sus tres hijas desean ir de vacaciones a la costa para pescar maridos pudientes.

## Reparto
- Eduardo De Filippo como Oreste Mazzillo.
- Peppino De Filippo como Giacomo Scognamiglio.
- Titina De Filippo como Agnese Mazzillo.
- Lianella Carell como Gina Mazzillo.
- Anna Maria Ferrero como Anna Maria Mazzillo.
- Delia Scala como Gabriella Mazzillo.
- Carlo Campanini como Cipriano.
- Carlo Croccolo como vendedor ambulante.
- Rosario Borelli como Carlo.
- Laura Gore como Rosa.
- Monica Clay como Kiki.
- Franco Fabrizi como Claudio Fortis.
- Pamela Matthews como Mirca.
- Lyla Rocco como Doris.
- Olinto Cristina como comendador Spadoni.
- Ivo Garrani como Tommaso Spadoni.

## Distribución

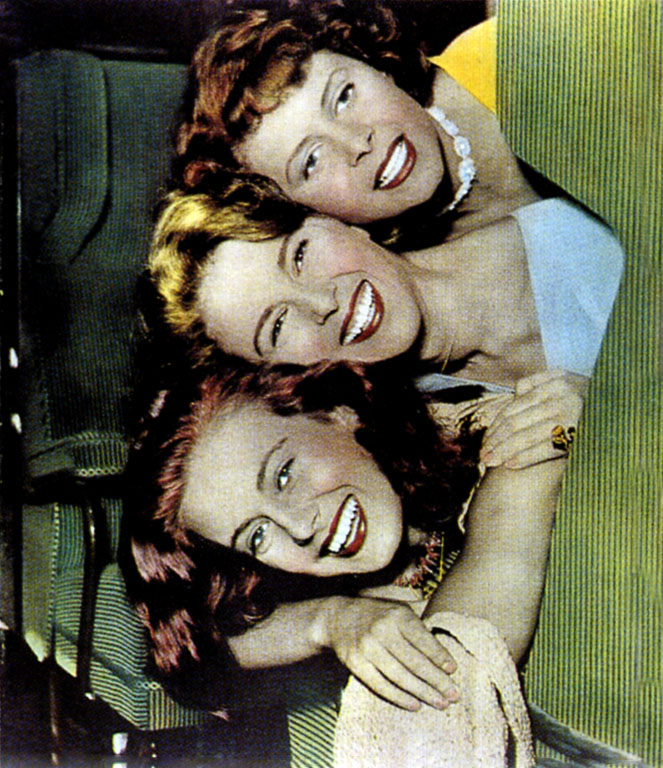
Anna Maria Ferrero, Delia Scala y Lianella Carell en un fotograma (coloreado) de la película.

La película fue inscrita en el Registro Público de Cine con el número 1170. Presentada a la Comisión de Crítica Cinematográfica el 12 de noviembre de 1952, obtuvo la aprobación de censura n.º. 13.142 del 13 de noviembre de 1952, con una longitud de película de 2.556 metros. Tras la autorización, la productora declaró que censuraría todas las apariciones de las palabras «exportación» e «importación», reemplazándolas por la palabra «operación» o un sinónimo.
Tuvo su primera proyección pública el 19 de noviembre de 1952. Se proyectó en Alemania, con el título Madchen zum heiraten y en Portugal, con el título Três Raparigas Para Casar, el 26 de enero de 1955. Se rodó en los estudios Titanus de la zona de Farnesina en Roma y, para los exteriores, en la misma Roma (las escenas del tenderete frente a la estación Termini) y en Capri. La recaudación, constatada hasta el 31 de marzo de 1959, fue de 176 367 626 liras.